# Division I i handboll för damer 1969/1970
Division I i handboll för damer 1969/1970 var uppdelad på tre serier, som följdes av ett SM-slutspel mellan gruppsegrarna ur de tre Division I-serierna + vinnaren i kvalet mellan tre av fyra segrare ur Norrlandsgrupperna. Borlänge HK blev svenska mästarinnor genom att finalbesegra HK Linne med 10-9.

## Sluttabell

### Division I Östra
| Nr | Lag                      | Matcher | Vinst | Oavgjort | Förlust | Målskillnad | Poäng |
| -- | ------------------------ | ------- | ----- | -------- | ------- | ----------- | ----- |
| 1  | Borlänge HK              | 16      | 15    | 0        | 1       | 223-86      | 30    |
| 2  | IFK Nyköping             | 16      | 11    | 2        | 3       | 189-118     | 24    |
| 3  | IF Skade                 | 16      | 11    | 1        | 4       | 172-114     | 23    |
| 4  | IK Bolton                | 16      | 9     | 4        | 3       | 186-117     | 22    |
| 5  | Västerås IK              | 16      | 6     | 2        | 8       | 115-151     | 14    |
| 6  | Tallens IK               | 16      | 6     | 1        | 9       | 114-147     | 13    |
| 7  | Djurgårdens IF           | 16      | 5     | 0        | 11      | 106-147     | 10    |
| 8  | Norrköpings Kvinnliga IK | 16      | 2     | 0        | 14      | 102-219     | 4     |

### Division I Västra
| Nr | Lag                | Matcher | Vinst | Oavgjort | Förlust | Målskillnad | Poäng |
| -- | ------------------ | ------- | ----- | -------- | ------- | ----------- | ----- |
| 1  | HK Linne           | 16      | 14    | 1        | 1       | 224-112     | 29    |
| 2  | Kvinnliga IK Sport | 16      | 14    | 1        | 1       | 216-107     | 29    |
| 3  | BK Randi           | 16      | 12    | 1        | 3       | 201-142     | 15    |
| 4  | IF Hellton         | 16      | 7     | 2        | 7       | 193-180     | 16    |
| 5  | Skövde HF          | 16      | 6     | 1        | 9       | 113-145     | 13    |
| 6  | Hangelösa HF       | 16      | 5     | 1        | 10      | 152-171     | 11    |
| 7  | HK Aranäs          | 16      | 5     | 1        | 10      | 109-171     | 11    |
| 8  | IK Ymer            | 16      | 4     | 0        | 12      | 136-203     | 8     |

### Division I Södra
| Nr | Lag                      | Matcher | Vinst | Oavgjort | Förlust | Målskillnad | Poäng |
| -- | ------------------------ | ------- | ----- | -------- | ------- | ----------- | ----- |
| 1  | Rödeby AIF               | 14      | 10    | 2        | 2       | 160-133     | 22    |
| 2  | Långö AIK                | 14      | 10    | 1        | 3       | 176-106     | 21    |
| 3  | Eslövs IK                | 14      | 8     | 2        | 4       | 117-94      | 18    |
| 4  | Kalmar AIK               | 14      | 7     | 2        | 5       | 109-104     | 16    |
| 5  | IFK Malmö                | 14      | 6     | 2        | 6       | 123-114     | 10    |
| 6  | Vikingarnas IF           | 14      | 5     | 0        | 9       | 110-114     | 10    |
| 7  | HK Drott                 | 14      | 3     | 2        | 9       | 106-133     | 8     |
| 8  | Halmstads idrottsflickor | 14      | 1     | 1        | 12      | 67-170      | 3     |

## SM-slutspel

### Semifinaler
- 22 mars 1970: Borlänge HK-Gimonäs CK 13-11
- 22 mars 1970: HK Linné-Rödeby AIF 19-6

### Final
- 12 april 1970: Borlänge HK-HK Linné 10-9

- Borlänge HK svenska mästarinnor.

Mästare: Birgitta Bjarby, Kerstin Göransson, Berit Carlsson, Zenta Ottern, Eva-Britt Carlsson, Siv Karlsson,  Ulla Sjögren, Ulla Lindholm, Lillemor Beischer, Birgitta Johansson, Anette Jacobsson och Elisabeth Söderström